# Bocana subalbida
Bocana subalbida là một loài bướm đêm trong họ Noctuidae.